# Liste der Monuments historiques in Villers-devant-le-Thour
Die Liste der Monuments historiques in Villers-devant-le-Thour führt die Monuments historiques in der französischen Gemeinde Villers-devant-le-Thour auf.

## Liste der Objekte
| Bezeichnung | Beschreibung                   | Standort                        | Kennzeichnung | Schutzstatus | Datum | Bild |
| ----------- | ------------------------------ | ------------------------------- | ------------- | ------------ | ----- | ---- |
| Hauptaltar  | Stein, Marmor, 17. Jahrhundert | in der Kirche Notre-Dame (Lage) | PM08000589    | Classé       | 1922  |      |